# Hrystyna Stuy
Hrystyna Stuy (Ivano-Frankivsk, Ucrania, 3 de febrero de 1988) es una atleta ucraniana, especialista en la prueba de los relevos 4 x 100 m, con la que llegó a ser medallista de bronce mundial en 2011.

## Carrera deportiva
En el Mundial de Daegu 2011 gana la medalla de bronce en los relevos 4 x 100 metros, tras las estadounidenses y jamaicanas, consiguiendo un tiempo de 42,51 segundos (mejor marca personal) y siendo sus compañeras: Nataliya Pohrebnyak, Mariya Ryemyen y Olesia Povh.
Al año siguiente, en los JJ. OO. de Londres 2012 vuelve a lograr el bronce en relevos 4 x 100 m, y de nuevo tras las estadounidenses y jamaicanas.